# Dear Diary/Fighter
「Dear Diary/Fighter」（ディアー・ダイアリー / ファイター）は、日本の元女性歌手、安室奈美恵の単独名義では46作目のシングル。

## 解説
今作は「Big Boys Cry/Beautiful」以来の両A面シングルで、前作「Hero」から約3ヶ月ぶりにリリースされた。「Dear Diary」「Fighter」は共に映画『デスノート Light up the NEW world』とのタイアップ楽曲である。
「Dear Diary」は、ただ愛することや信じることが、世界に光を照らすという真っ直ぐな想いを描いた壮大なバラードとなっている。
「Fighter」は劇中歌、およびHuluオリジナルドラマ『デスノート NEW GENERATION』の映画のヒロインである弥海砂の目線から描いたアグレッシブなダンスナンバーとなっている。
初回生産限定盤CDのジャケットは、映画に登場する死神「リューク」とのコラボビジュアル仕様となっている。初回封入特典として「namie amuro LIVE STYLE 2016-2017」のライブチケット特別先行予約シリアルナンバーを封入。先着購入特典は非売品B2ポスター（Fighter ver.・Dear Diary Ver.・Fighter コラボver.）。また、namie amuro LIVE STYLE 2016-2017の会場限定特典として、9月17日東京国際フォーラム公演から10月28日iichikoグランシアタ公演の期間でCDを予約または購入した人限定でポップアップ・ハロウィンカードがプレゼントされた。

## 収録曲

### CD+DVD・CD盤

#### CD
1. Dear Diary
作詞・作曲：Matthew Tishler, Felicia Barton, Aaron Benward, TIGER
編曲：ats-
ワーナー・ブラザース映画配給映画『デスノート Light up the NEW world』主題歌
2. Fighter
作詞：Emyli
作曲：REASON', Emyli
編曲 : REASON'
ワーナー・ブラザース映画配給映画『デスノート Light up the NEW world』劇中歌
Huluオリジナルドラマ『デスノート NEW GENERATION』主題歌
3. Dear Diary -Instrumental-
4. Fighter -Instrumental-

#### DVD
1. Dear Diary -Music Video-
ディレクター：新宮良平（YKBX）
2. Fighter -Music Video-
ディレクター：東弘明
振付：HOSSY

### 期間限定ピクチャーレーベルCD盤
1. Dear Diary
2. Fighter